# Кармайн Фальконе
Кармайн Фальконе (англ. Carmine Falcone) — персонаж вселенной DC Comics, враг Бэтмена.

## Описание
В комиксе Фальконе — могущественный главарь мафии, по прозвищу «Римлянин» (по этой причине его преступную организацию в криминальных кругах иногда именуют «Римской империей»). В комиксе «Бэтмен: Год Первый» вершина его пентхауса выполнена в стиле римской архитектуры.
Позже, в мини-серии «Бэтмен: Длинный Хэллоуин», созданном Джеффом Лоэбом и Тимом Сэйлом, Фальконе появился как главный антагонист. Персонаж основан на сыгранном Марлоном Брандо мафиозном доне Вито Корлеоне из фильма «Крёстный отец». На интервью Лоэб заявил, что при создании Семьи Фальконе он проводил параллель с Семьёй Корлеоне: властность и мудрость Фальконе «позаимствованы» у Вито Корлеоне, сын дона Фальконе Альберто списан с Фредо Корлеоне, а характер его сестры Софии соответствует характеру Конни Корлеоне. Наконец, внешность старшего сына дона, Марио Фальконе, его бегство на Сицилию и желание обелить имя семьи и узаконить её бизнес, всё это взято у персонажа Майкла Корлеоне.

## Вымышленная биография
Молодого Кармайна подстрелили на одной из мафиозных разборок люди Сала Марони. Его отец, опасаясь везти сына в городскую больницу, где Марони мог закончить своё дело, обратился за помощью к Томасу Уэйну — миллионеру и одному из лучших хирургов Готэма. Уэйн провёл операцию, за которой наблюдал юный Брюс, и спас Кармайна. Это способствовало образованию связей между семьями Уэйнов и Фальконе. На похоронах Винсента Кармайн в память о своём спасении предложил Уэйну помощь, когда та ему понадобится.

### Batman: Year One
Империя Фальконе держит в своих руках почти весь Готэм, подкупая мэра, городской совет и комиссара полиции. Но полному захвату города мешают костюмированный мститель Бэтмен и переведённый в Готэм честный полицейский Джеймс Гордон. Бэтмен начинает свой крестовый поход против империи Фальконе и дон поручает комиссару полиции Лоэбу поймать мстителя. Но тот слишком неуловим и устраивает всё более наглые атаки. Тогда Фальконе приказывает своему племяннику Джонни Вити похитить жену и сына Гордона, чтобы принудить того сотрудничать и поймать Бэтмена. Но Тёмный рыцарь мешает похищению. После этого Бэтмен, Гордон и окружной прокурор Харви Дент объединяются и начинают уничтожать преступность в городе.

### The Long Halloween
В Готэме появляется убийца по прозвищу «Холидей» (данное прозвище убийца получил, потому что совершал убийства только в праздники), который убивает членов организации Кармайна. Также, Фальконе пытается склонить Брюса Уэйна к сотрудничеству, дабы его банк «отмывал» деньги «Римлянина». Уэйн отказывает. После серий убийств (жертвой одного из них становится его сын Альберто) Кармайн считает, что убийцей является прокурор Харви Дент и просит своего конкурента Сала Марони (чьего отца тоже убил «Холидей») сдаться полиции и на слушании по делу «Холидея» облить Дента кислотой. План приводится в исполнение. Дент становится Двуликим. Обезумевший от своего вида Харви, сбегает из операционной. Вскоре выясняется, что сын Фальконе жив и это он является «Холидеем». Тем временем Двуликий проникает в лечебницу Аркхэм и освобождает сидящих там психопатов (Джокера, Ядовитого плюща и других) и с их помощью штурмует башню Фальконе. Несмотря на вмешательство Бэтмена, Харви убивает Фальконе и сдаётся полиции.

## Вне комиксов

### Фильм «Бэтмен: Начало»

Том Уилкинсон в роли Кармайна Фальконе в фильме Бэтмен: Начало (2005).

В фильме Бэтмен: Начало Кармайн Фальконе, которого играет Том Уилкинсон, появляется как третьестепенный антагонист. Он является настоящим хозяином города Готэм, затопляя его наркотиками, преступлениями и бедностью. Большинство правительственных чиновников находится на его оплате или по сути боится его, так как он может убить кого-нибудь перед несколькими полицейскими и всё равно избежать наказания. Таким образом он стоит над законом. Хоть он и убивает убийцу родителей Бэтмена, Брюс Уэйн видит всё зло, которое Фальконе несёт городу. Брюс говорит ему, что не все в городе боятся его. Фальконе не обращает внимания на эти слова и приказывает избить Брюса. Однако тем самым он несознательно вдохновляет Уэйна путешествовать по миру, что в конечном итоге побудило того стать Бэтменом.
Семь лет спустя Фальконе входит в сделку с доктором Джонатаном Крэйном и Ра'с аль Гулом, провозя контрабандой токсин страха в Готэм. В виде оплаты, Крэйн, управляющий психиатрической больницей Аркхэм диагностирует арестованных подчинённых Фальконе как невменяемых, таким образом освобождая их от тюрьмы. Бэтмен ловит мафиози на месте погрузки товара, и того помещают в тюрьму. Там Кармайн Фальконе пытается угрожать Джонатану Крэйну посредством шантажа его участия в наступающем проекте токсина страха. Крейн вместо этого надевает странную маску-мешок, использовавшуюся в его экспериментах на обитателях клиники и использует портфель с токсином страха. Пугало сводит Кармайна с ума. Фальконе отправляют в психиатрическую больницу Аркхэм.
Британский акцент актёра Тома Уилкинсона и характер человека, чья власть «держится на страхе» больше схожа с другим мафиози из Вселенной Бэтмена — Рупертом Торном (схожая концепция использовалась Тимом Бёртоном для создания персонажа Карла Гриссона в экранизации Бэтмена в 1989 году).

### Сериал «Готэм»
Роль Фальконе исполнил Джон Доман. Главарь Готэмской мафии. Наиболее влиятельный криминальный босс города. Ему подчиняется мэр и большинство полицейских Готэма. Имеет множество подручных среди которых можно выделить Фиш Муни и её банду, а также Виктора Зсасза. Ближайший конкурент — Сальваторе Марони. В конце первого сезона сериала уходит «на пенсию», и его криминальную империю захватывает Освальд Кобблпот. В четвертом сезоне погибает в перестрелке и его место занимает дочь — София Фальконе.

### Фильм «Бэтмен» (2022)
Кармайн Фальконе появился в фильме «Бэтмен» Мэтта Ривза как второстепенный антагонист, где его роль исполнил Джон Туртурро. Здесь он также является настоящим хозяином Готэма, держащим у себя под колпаком даже мэра Дона Митчелла и окружного прокурора Гила Колсона, и боссом Пингвина. Он постоянно носит солнцезащитные очки. Как и в некоторых комиксах, он был другом Томаса Уэйна, который спас ему жизнь. В фильме подразумевается, что именно Фальконе был организатором убийства родителей Бэтмена, т.к. Томас хотел сдать его полиции за убийство нахального журналиста, преследовавшего Марту (Томас просил его только пригрозить журналисту, но Фальконе хотел иметь конкретный рычаг давления на Томаса). Также Фальконе здесь является биологическим отцом Селины Кайл, бросившим её в детстве, и убил её соседку и подругу Аннику, когда та случайно узнала, что Фальконе был информатором полиции против своего конкурента Сальваторе Марони (исключительно с целью убрать его и забрать бизнес). Под конец фильма Бэтмен его ловит, но на улице его сразу убивает Загадочник.

### Прочие произведения
Кармайн эпизодически появляется в Lego DC Shazam! Magic and Monsters, его сделку с Пингвином срывает Шазам.

### Компьютерные игры
- Фальконе косвенно упомниается в игре Batman: Arkham Origins (2013). Его сына, Альберто Фальконе, пытает Пингвин, пытающийся убедить отца Альберто прекратить продажу оружия на территории Готэма.
- Фальконе является одним из основных персонажей в игре Batman: Arkham Shadow (2024).